# Joaquim Augusto de Oliveira
Joaquim Augusto de Oliveira (Lisboa, 22 de janeiro de 1827 — Lisboa, 30 de março de 1901) foi um dramaturgo e tradutor português.

## Biografia
Conhecido por "Oliveira das mágicas", trabalhou incessantemente no cenário teatral português, durante o século XIX. Não fazia originais, mas acomodava magnificamente à língua portuguesa qualquer peça estrangeira, de qualquer género. Foram inúmeras as suas mágicas, revistas, operetas, comédias, oratórias, farsas e dramas. Iniciou-se em 1853 no Teatro Gymnasio e percorreu depois todos os teatros, sempre com sucesso. Foi um dos fundadores da Associação do Teatro das Variedades. Para o Teatro das Laranjeiras, do Conde de Farrobo, escreveu a comédia A filha bem guardada. No Brasil foram representadas quase todas as suas peças. Devido ao seu enorme repertório de quase meio século, citam-se apenas as de maior êxito, nomeadamente: A Filha do Ar, A Gata Borralheira, O Cabo da Caçarola, A Moura encantada, O naufrágio da fragata Medusa, A criada ama, O Lago de Kilarney, O Bloqueio de Sebastopol, Cartas do Conde Duque, Ópio e Champagne, Olho vivo, Isidoro o vaqueiro, Sonâmbula sem o ser, Merédiano, Mateus o gageiro, Útil e agradável, Má cara e bom coração, Festejos reais, Dama dos cravos brancos, As Criadas, Lenda do Rei de Granada, Lâmpada maravilhosa, Favorita do Rei, Revista de 1858, Coroa de Carlos Magno, Ave do Paraíso, Loteria do Diabo, A Ramalheteira, Amores do Diabo, O diamante vermelho, etc. Faleceu vítima de um atropelamento, aos 74 anos de idade.
Tem uma rua com o seu nome na toponímia de Torres Vedras (Rua Joaquim Augusto de Oliveira, freguesia de São Pedro e São Tiago).